# I LOVE YOUR SOUL
『I LOVE YOUR SOUL』（アイ ラヴ ユア ソウル）日本のバンド・ノーナ・リーヴスによる9枚目のシングル。2001年11月7日にWARNER MUSIC JAPANより発売された。

## 概要
前作「LOVE TOGETHER 〜パラッパラッパーMIX〜」から約6ヶ月ぶりのシングル。ワーナーからリリースされた最後のCDシングルとなった。

## 収録内容
| 全作詞・作曲: 西寺郷太。 |                      |          |            |      |
| #                        | タイトル             | 作詞     | 作曲・編曲 | 時間 |
| 1.                       | 「I LOVE YOUR SOUL」 | 西寺郷太 | 西寺郷太   | 4:46 |
| 2.                       | 「CRAZY」            | 西寺郷太 | 西寺郷太   | 2:36 |
| 3.                       | 「I NEED YOUR SONG」 | 西寺郷太 | 西寺郷太   | 4:44 |
| 合計時間:                | 合計時間:            | 12:06    |            |      |